# 井出孫六
井出 孫六（いで まごろく、1931年9月29日 - 2020年10月8日）は、日本の小説家、ルポライター。

## 来歴・人物
長野県南佐久郡臼田町（現佐久市）出身。旧制東京都立九段中学を経て東京大学文学部仏文科卒。政治家井出一太郎、共同通信社論説委員長の井出武三郎、医学者井出源四郎は兄、評論家の丸岡秀子は姉。厚生大臣などを務めた井出正一は甥、衆議院議員の井出庸生は甥の子。
中・高校教師、中央公論社に勤務した。中央公論社を1970年春に退職する。中央公論社退職後、永山則夫連続射殺事件（1968年発生 / 警察庁広域重要指定108号事件）に関心を抱き、1970年末に犯人である永山則夫に面会、さらに弁護士から永山が獄中で綴ったノートを見せられて内容に驚き、その出版を企画する。永山の獄中手記は1971年3月に『無知の涙』として刊行され、永山の作家としてのデビュー作となった。
『秩父困民党群像』で文壇に登場。1975年、川上冬崖の謎の最期を描いた『アトラス伝説』で第72回直木賞。1986年、『終わりなき旅 「中国残留孤児」の歴史と現在 』で第13回大佛次郎賞。『抵抗の新聞人桐生悠々』『島へ』『ねじ釘の如く』ほか。
日本文芸家協会理事、日本ペンクラブ会員。
「九条の会」傘下の「マスコミ九条の会」呼びかけ人を務めている。
2020年10月8日午前5時12分、敗血症のため、東京都府中市の病院で死去。89歳没。

## 著書
- 『秩父困民党群像』新人物往来社、1973 のち現代教養文庫
- 『アトラス伝説』冬樹社, 1974  のち文春文庫
- 『峠の廃道 明治十七年秩父農民戦争覚え書』二月社、1975　のち現代教養文庫、平凡社ライブラリー
- 『自由自治元年 秩父事件資料・論文と解説』（編著）現代史出版会、1975　のち現代教養文庫
- 『犯罪者たち』筑摩書房、1976
- 『峠の軍談師 連作・秩父困民党稗史』河出書房新社、1976 のち現代教養文庫
- 『明治・取材の旅』現代史出版会、1977
- 『虚栄の時代』毎日新聞社、1978
- 『変貌する風土』三一書房、1978
- 『昭和ヒトケタの遺恨』柏書房、1978
- 『秩父困民党紀行』平凡社カラー新書、1978
- 『秩父困民党』講談社現代新書、1979
- 『私の秩父地図』たいまつ社、1979
- 『峠をあるく』筑摩書房、1979　のち文庫
- 『明治民衆史を歩く』新人物往来社、1980 「明治民衆史」徳間文庫
- 『抵抗の新聞人桐生悠々』岩波新書、1980
- 『自由民権機密探偵史料集』（編著） 三一書房、1981
- 『日本百名峠』桐原書店、1982
- 『杏花爛漫 小説佐久間象山』朝日新聞社、1983　「小説佐久間象山」朝日文庫
- 『峠 はるかなる語り部』白水社、1984、増補「峠をあるく　歴史紀行」ちくま文庫
- 『島へ』筑摩書房、1985
- 『終わりなき旅』岩波書店、1986 「終わりなき旅 「中国残留孤児」の歴史と現在」岩波同時代ライブラリー、岩波現代文庫
- 『その時 この人がいた』毎日新聞社、1987、ちくま文庫 1990
- 『保科五無斎』リブロポート（シリーズ民間日本学者）、1988
- 『昭和の晩年』みすず書房、1989
- 『山の貌』新樹社、1990
- 『一九四五年、ぼくは中学生だった』河出書房新社、1991、ISBN 978-4309007038
- 『ルポルタージュ戦後史』岩波書店、1991
- 『日本の風景を歩く』大修館書店、1992
- 『満蒙の権益と開拓団の悲劇』岩波ブックレット、1993
- 『インドシナの風』桐原書店、1994
- 『風変わりな贈り物』新樹社、1994
- 『朝河貫一』北樹出版、1995
- 『信州奇人考』平凡社、1995
- 『ねじ釘の如く 画家・柳瀬正夢の軌跡』岩波書店、1996
- 『八月十五日ぼくはナイフをすてた 戦争の中のぼくの中学時代』[6]ポプラ社（新・のびのび人生論）1998
- 『ふるさと讃歌』家の光協会、1998
- 『歴史のつづれおり』みすず書房、1999
- 『石橋湛山と小国主義』岩波ブックレット、2000
- 『歴史に学ぶ 21世紀日本への架橋』風濤社、2000
- 『柳田国男を歩く 遠野物語にいたる道』岩波書店、2002
- 『新・千曲川のスケッチ』郷土出版社、2002、ISBN 978-4876635566
- 『国を越えた日本人』風濤社、2003
- 『野口英世』岩波ジュニア新書、2004
- 『男の背中 転形期の思想と行動』平原社、2005
- 『中国残留邦人 置き去られた六十余年』岩波新書、2008
- 『すぎされない過去 政治時評2000-2008』みすず書房、2010
- 『わすれがたい光景 文化時評2000-2008』みすず書房、2010
- 『いばら路を知りてささげし 石井筆子の二つの人生』岩波書店、2013
- 『過去と向き合い生きる[7]』信濃毎日新聞社、2015（信毎選書 「今日の視角」セレクション）

### 共編著
- 『医者を診断する 病める現代医療のカルテ』守沢郁也共著. 潮文社, 1972
- 『変貌する風土 開発と地域社会』井出孫六 [ほか]著. 三一書房, 1978.5
- 『自由民権機密探偵史料集 国立公文書館蔵』井出孫六 [ほか]編. 三一書房, 1981
- 『信州 パノラマランド』栗田貞多男 写真, C・W・ニコル 共著. 桐原書店, 1985
- 『北方四島紀行』石川文洋共著. 桐原書店, 1993
- 『ブナの木の下で語ろう 鼎談21世紀をいかに生きるか』中野孝次,高田宏共著. 信濃毎日新聞社, 1998
- 『荒川新発見』東京新聞荒川取材班共著. 東京新聞出版局, 2002
- 『山里の四季をうたう 信州・1937年の子どもたち』石埜正一郎共編. 岩波ジュニア新書 2006.1